# Amstrad NC 150
Amstrad NC 150 (NC 150) је био преносиви рачунар фирме Амстрад (Amstrad) који је почео да се производи у Уједињеном Краљевству од 1993. године.
Користио је Z80 као микропроцесор. RAM меморија рачунара је имала капацитет од 128 KB. 
Као оперативни систем кориштен је BBC BASIC, текст едитор, дневник, калкулатор, адресар, серијски терминал, игре у ROM.

## Детаљни подаци
Детаљнији подаци о рачунару NC 150 су дати у табели испод.
|                       |                                                                         |
| [ 1 ]                 |                                                                         |
| Произвођач            | Амстрад                                                                 |
| Тип                   | преносиви рачунар                                                       |
| Меморија              | 128 KB                                                                  |
| Поријекло             | Уједињено Краљевство                                                    |
| Година                | 1993                                                                    |
| Тастатура             | Пуни помак, 64 тастера                                                  |
| Процесор              |                                                                         |
| Фреквенција процесора | непознато                                                               |
| RAM                   | 128 KB                                                                  |
| ROM                   | непознато                                                               |
| Текст                 | 80 знакова x 8 линија                                                   |
| Графика               | 480 x 64 пиксела                                                        |
| Боја                  | монитор са текућим кристалом, плаво-сиви приказ                         |
| Звук                  | мали звучник                                                            |
| Димензије             | 29,5 (ширина) x 21 (дубина) x 2,8 (висина) / 1                          |
| Портови               |                                                                         |
| Оперативни систем     | , текст едитор, дневник, калкулатор, адресар, серијски терминал, игре у |